# Euxoa quinta
Euxoa quinta är en fjärilsart som beskrevs av Smith 1908. Euxoa quinta ingår i släktet Euxoa och familjen nattflyn. Inga underarter finns listade i Catalogue of Life.